# Nieuwe buren (televisieserie, 2014)
Nieuwe buren is een Nederlandse dramaserie van RTL, gebaseerd op het gelijknamige boek van schrijfster Saskia Noort uit 2006. De verhaallijn van seizoen één is vrijwel gelijk aan het boek. Vanaf seizoen twee kent de serie eigen geschreven verhaallijnen die als een vervolg op het boek gezien kunnen worden.
De eerste twee seizoen werden uitgezonden door RTL 4 en waren te zien op Videoland. Vanaf het derde seizoen is de serie exclusief te zien bij Videoland.

## Verhaal
Eva en haar man Peter verhuizen naar de Zonnewijk in Almere, waar ze hun toekomstige kindje willen laten opgroeien. Hun dochter Lieve wordt echter te vroeg geboren, en overlijdt aan complicaties. Peter en Eva vinden steun bij hun nieuwe buren: Steef en Rebecca. Zij lijken samen met hun zoontje Sem het perfecte gezin. Er ontstaat een hechte vriendschap tussen de echtparen, waarin ze niet alleen lief en leed, maar uiteindelijk ook het bed met elkaar delen. Zo raakt Eva zwanger van Steef, maar omdat hij een erfelijke ziekte heeft, wil Steef dat Eva het kind laat weghalen. Na een buurtfeest ziet Eva het niet meer zitten. Ze keert terug naar het vakantiepark waar ze zwanger is geraakt, terwijl Peter met Steefs wapen op zoek gaat naar Eva. Wanneer Peter Rebecca doodschiet, slaat Steef Peter in elkaar. Om hem te stoppen schiet Eva Steef neer. Tot slot wordt Eva door haar gereformeerde vader neergeschoten.
In het tweede seizoen blijkt van de vier hoofdpersonen enkel Rebecca de seizoensfinale van seizoen 1 niet te hebben overleefd. Peter is opgenomen in een tbs-kliniek en Steef zit in de gevangenis. Ter vervanging van Steef en Rebecca komen er wederom nieuwe buren, Steffi en Lex. Hierna komen elk seizoen door verschillende omstandigheden nieuwe buren in de wijk wonen.
In seizoen drie pakken Eva en Peter na de confrontatie met Steef hun leven in de Zonnewijk samen weer op. Ze vormen nu eindelijk een compleet gezin met de kleine Roos. Haar officiële adoptie is in gang gezet en het ziet er positief uit. Niets lijkt hun geluk nog in de weg te staan. Totdat haar biologische vader Milo en zijn nieuwe vrouw Anouk hun intrek nemen in de Zonnewijk. Hun zeventienjarige dochter Fay, wiens verleidelijke verschijning niet onopgemerkt blijft in de buurt, vindt deze nieuwe omgeving aanvankelijk saai en burgerlijk. Maar al snel ontdekt ze dat deze wijk niet zo onschuldig is als ze lijkt.
In het vierde seizoen vlucht Eva met Roosje naar Sardinië en probeert uit handen van de autoriteiten te blijven. Geholpen door haar buren, de eigenzinnige Olivier en verleidelijke Victoria, bouwt ze op het eiland een nieuw leven op. Maar haar nieuwe verblijfplaats is niet de veilige haven waar ze op gehoopt had. Nadat hij uit het ziekenhuis ontslagen is gaat Peter op zoek naar zijn vrouw en dochter. In de Zonnewijk trekt een jong stel, net zwanger, in het oude huis van Milo en Anouk en na haar vrijlating staat Wilma bij Lilly op de stoep. Als Peter een aanwijzing krijgt dat Eva op Sardinië zit twijfelt hij geen seconde en reist haar achterna. Enige tijd later duiken onder verdachte omstandigheden Victoria en Olivier ineens op in de Zonnewijk. Geen spoor meer van Eva, Roosje en Peter.

## Seizoensoverzicht
| Seizoen | Afl. aantal | Startdatum        | Zender            |
| ------- | ----------- | ----------------- | ----------------- |
| 1       | 10          | 14 september 2014 | RTL 4 / Videoland |
| 2       | 10          | 25 november 2016  | Videoland         |
| 2       | 10          | 20 februari 2017  | RTL 4             |
| 3       | 10          | 2 maart 2018      | Videoland         |
| 4       | 10          | 10 mei 2019       | Videoland         |

## Rolverdeling
Legenda
 Hoofdrol
 Bijrol
| Acteur                | Personage                   | Seizoen | Seizoen | Seizoen | Seizoen | Seizoen |
| Acteur                | Personage                   | 1       | 2       | 3       | 4       | Totaal  |
| --------------------- | --------------------------- | ------- | ------- | ------- | ------- | ------- |
| Bracha van Doesburgh  | Eva Nijhoff-van der Leek    | 10 afl. | 10 afl. | 10 afl. | 10 afl. | 40      |
| Anneke Blok           | Lilly Hoogstraten           | 10 afl. | 10 afl. | 10 afl. | 10 afl. | 40      |
| Daan Schuurmans       | Peter Nijhoff               | 10 afl. | 10 afl. | 10 afl. | 8 afl.  | 38      |
| Tibor Lukács          | Milo Marcanter              |         | 6 afl.  | 10 afl. | 6 afl.  | 22      |
| Karina Smulders       | Melissa 'Steffi' Bos        |         | 10 afl. | 10 afl. |         | 20      |
| Leopold Witte         | Carl Dijkma                 |         | 9 afl.  | 10 afl. |         | 19      |
| Thijs Römer           | Steef Blok                  | 10 afl. | 7 afl.  | 1 afl.  |         | 18      |
| Beppie Melissen       | Wilma Klaassen              |         |         | 10 afl. | 7 afl.  | 17      |
| Benja Bruijning       | Olivier                     |         |         | 1 afl.  | 10 afl. | 11      |
| Stefan de Walle       | Jasper Hoogstraten          | 10 afl. |         |         |         | 10      |
| Katja Schuurman       | Rebecca Blok-Spaans         | 10 afl. |         |         |         | 10      |
| Fedja van Huêt        | Lex Hartog                  |         | 10 afl. |         |         | 10      |
| Hannah van Lunteren   | Machteld                    |         | 10 afl. |         |         | 10      |
| Fockeline Ouwerkerk   | Anouk Marcanter-op den Hage |         |         | 10 afl. |         | 10      |
| Tobias Kersloot       | Luc Dijkma                  |         |         | 10 afl. |         | 10      |
| Anna Drijver          | Victoria                    |         |         |         | 10 afl. | 10      |
| Abbey Hoes            | Fay op den Hage             |         |         | 9 afl.  |         | 9       |
| Sarah Chronis         | Sophie van Velzen           |         |         |         | 9 afl.  | 9       |
| Kay Greidanus         | Kik van Velzen              |         |         |         | 9 afl.  | 9       |
| Maxime van Ommeren    | Sem Blok                    | 10 afl. | 7 afl.  | 1 afl.  |         | 18      |
| Rohan Timmermans      | Max Hartog                  |         | 10 afl. | 1 afl.  |         | 11      |
| Bas Keessen           | Daan                        | 6 afl.  | 4 afl.  |         |         | 10      |
| Lukas Dijkema         | Theo Bos                    | 6 afl.  |         | 3 afl.  | 1 afl.  | 10      |
| Werner Kolf           | Rechercheur Mick            | 9 afl.  |         |         |         | 9       |
| Raymond Thiry         | Ian                         |         |         | 9 afl.  |         | 9       |
| Olinda Larralde Ortiz | Romana                      | 5 afl.  | 3 afl.  |         |         | 8       |
| Matteo van der Grijn  | Scottie                     | 8 afl.  |         |         |         | 8       |
| Ali Çifteci           | Sally Leary                 |         | 8 afl.  |         |         | 8       |
| Martijn Oversteegen   | Sjors                       |         | 8 afl.  |         |         | 8       |
| Tonko Bossen          | Raf                         |         |         | 8 afl.  |         | 8       |
| Bo Maerten            | Minke                       |         |         | 8 afl.  |         | 8       |
| Caro Derkx            | Daan                        |         |         | 8 afl.  |         | 8       |
| Sanneke Bos           | Sanne van der Leek          | 7 afl.  |         |         |         | 7       |
| Hubert Fermin         | Johan van der Leek          | 6 afl.  |         |         |         | 6       |
| Wimie Wilhelm         | Psycholoog Hetty            | 6 afl.  |         |         |         | 6       |
| Jordy Klijn           | Tim                         | 6 afl.  |         |         |         | 6       |
| Jorrit Ruijs          | Annabert                    |         |         |         | 5 afl.  | 5       |
| Bram van der Heijden  | Dave                        |         |         |         | 5 afl.  | 5       |
| Leny Breederveld      | Marie van der Leek          | 4 afl.  |         |         |         | 4       |
| Mark Kraan            | Sjon Bos                    |         | 4 afl.  |         |         | 4       |
| Micha Hulshof         | Daan Bos                    |         | 4 afl.  |         |         | 4       |
| Bilal Wahib           | Aziz                        |         | 3 afl.  |         |         | 3       |
| Mustafa Duygulu       | Sharif Taheri               |         |         | 3 afl.  |         | 3       |

## Achtergrond

### Start van de serie
In april 2013 werd door RTL Nederland bekendgemaakt dat ze bezig waren met het maken van een nieuwe televisieserie die gebaseerd is op het boek Nieuwe buren van Saskia Noort uit 2006. Voor schrijfster Saskia Noort was dit haar eerste boek dat omgezet werd naar een televisieserie. De verhaallijn van het eerste seizoen volgt in grote lijnen het boek, tevens werden er extra verhaallijnen door de producenten toegevoegd om de afleveringen aan te vullen.
In 2013 werden de eerste hoofdrolspelers bekendgemaakt waaronder het koppel Daan Schuurmans en Bracha van Doesburgh en het toenmalige koppel Thijs Römer en Katja Schuurman, deze acteurs hadden tijdens het moment van opnamen zowel in het echt als in de serie een relatie. Later werden ook acteurs Stefan de Walle en Anneke Blok toegevoegd. De opnames van het eerste seizoen gingen van start in februari 2014 en vonden voor het grootste deel plaats in de Filmwijk in Almere. Voor de opnames stelden lokale bewoners hun huizen ter beschikking die dienden als huizen van de personages.
Het eerste seizoen ging op televisiezender RTL 4 van start op 14 september 2014 en was goed voor ruim 1,4 miljoen kijkers. De afleveringen die volgden scoorden allemaal kijkcijfers boven de 1,3 miljoen met uitschieters naar 1,6 miljoen. Het eerste seizoen sloot op 16 november 2014 af met ruim 1,3 miljoen kijkers.

### Tweede seizoen
Doordat het eerste seizoen goede kijkcijfers scoorde werd er door de makers in maart 2016 aangekondigd dat ze bezig waren met het maken van een tweede seizoen. Voor dit seizoen werden nieuwe acteurs toegevoegd waaronder Fedja van Huêt en zijn vrouw Karina Smulders die tevens een koppel in de serie vertolken. Doordat het eerste seizoen eindigt waar het boek ook eindigt wordt vanaf het tweede seizoen gebruikgemaakt van eigen geschreven verhaallijnen die als een vervolg op het boek gezien kunnen worden. Het tweede seizoen ging in tegenstelling tot het eerste seizoen eerst van start op Videoland dit gebeurde op 25 november 2016. Vervolgens werd het tweede seizoen pas vanaf 20 februari 2017 uitgezonden op de televisie bij RTL 4.
Doordat de serie een aantal maanden eerder te zien was op Videoland waren de kijkcijfers op de televisie een stuk lager vergeleken met het eerste seizoen. Zo startte de serie met 840.000 kijkers terwijl het eerste seizoen alle afleveringen boven de 1,3 miljoen zaten. De kijkcijfers van seizoen twee liepen snel terug en schommelde rond de 550 duizend kijkers per aflevering. Het tweede seizoen sloot op 24 april 2017 af met maar 471.000 kijkers.

### Verder vervolgen
Ondanks de tegenvallende kijkcijfers van het tweede seizoen werd er een derde seizoen aangekondigd die exclusief voor Videoland werd gemaakt, dit was daardoor het eerste seizoen dat niet op televisie verscheen. Voor het derde seizoen waren hoofdrollen weggelegd voor Tibor Lukács en Fockeline Ouwerkerk. Tevens werd het jonge toenmalige koppel Tobias Kersloot en Abbey Hoes toegevoegd, zij speelde tevens een koppel in de serie. Het derde seizoen ging op 2 maart 2018 van start.
Na positieve reacties op het derde seizoen keerde de serie op 10 mei 2019 wederom exclusief op Videoland terug met een vierde seizoen. Voor het nieuwe seizoen vertrokken bekende gezichten en werden er nieuwe koppels waaronder Benja Bruijning met Anna Drijver en Kay Greidanus met Sarah Chronis toegevoegd. De opnames van het vierde seizoen vonden net als de eerste drie seizoenen vooral plaats in de Filmwijk in Almere, daarnaast weken ze met opnames voor dit seizoen uit naar Italië en Sardinië.

## Trivia
- Doordat bewoners hun huis ter beschikking stelden voor de serie en sommigen hier na een aantal seizoenen niet meer aan mee wilden werken komt het voor dat een van de hoofdrolspelers zonder dat hij in de serie verhuist opeens op nummer 12 woont in plaats van nummer 14. Tevens was er te zien dat ze opeens in een ander stuk van de wijk woonden.[7]
- In de serie komt het veelvuldig voor dat een koppel in de serie ten tijde van de opnamen ook in het echte leven een relatie hebben. Voorbeelden hiervan zijn: Daan Schuurmans met Bracha van Doesburgh, Thijs Römer met Katja Schuurman, Fedja van Huêt met Karina Smulders, Tobias Kersloot met Abbey Hoes, Benja Bruijning met Anna Drijver en Kay Greidanus met Sarah Chronis.[5][13][17][19][20]

## Kijkcijfers

### Seizoen 1
Het eerste seizoen bestaat uit 10 afleveringen en ging op 14 september 2014 van start op RTL 4 en was daarna terug te vinden bij Videoland.
| Afl. | Uitzenddatum      | Kijkcijfers | Plek in top 25 |
| ---- | ----------------- | ----------- | -------------- |
| 1    | 14 september 2014 | 1.443.000   | 5              |
| 2    | 21 september 2014 | 1.395.000   | 5              |
| 3    | 28 september 2014 | 1.539.000   | 5              |
| 4    | 5 oktober 2014    | 1.646.000   | 5              |
| 5    | 12 oktober 2014   | 1.607.000   | 5              |
| 6    | 19 oktober 2014   | 1.404.000   | 5              |
| 7    | 26 oktober 2014   | 1.499.000   | 6              |
| 8    | 2 november 2014   | 1.328.000   | 6              |
| 9    | 9 november 2014   | 1.446.000   | 5              |
| 10   | 16 november 2014  | 1.365.000   | 6              |

### Seizoen 2
Het tweede seizoen bestaat wederom uit 10 afleveringen en was vanaf 25 november 2016 eerst in zijn geheel te zien op Videoland. Dit seizoen werd vervolgens pas vanaf 20 februari 2017 wekelijks uitgezonden door RTL 4.
| Afl. | Uitzenddatum     | Kijkcijfers | Plek in top 25 |
| ---- | ---------------- | ----------- | -------------- |
| 1    | 20 februari 2017 | 840.000     | 14             |
| 2    | 27 februari 2017 | 754.000     | 17             |
| 3    | 6 maart 2017     | 651.000     | 19             |
| 4    | 13 maart 2017    | 583.000     | 21             |
| 5    | 20 maart 2017    | 614.000     | 19             |
| 6    | 27 maart 2017    | 556.000     | 22             |
| 7    | 3 april 2017     | 577.000     | 20             |
| 8    | 10 april 2017    | 543.000     | 21             |
| 9    | 17 april 2017    | 536.000     | 24             |
| 10   | 24 april 2017    | 471.000     | 24             |